# Индианска нишка (изборна измама)
Индианската нишка е жаргонен израз за обозначение на способ за изборна измама (и съответно и за манипулиране на изборните резултати) посредством купен вот.

## Технология
Схемата се изразява в даване пред избирателната секция на предварително попълнена бюлетина с отбелязан върху нея „избор“ за продалия вота си избирател, който я пуска в урната и след това изнася навън празната бюлетина, която получава в избирателната секция за гласуване. По този начин „не се губи“ бюлетината, предоставена официално на избирателя за гласуване, а се подменя с друга. Изнесената празна бюлетина се попълва от поръчителя (или представител) и се предоставя на следващия по „нишката“ („влака“). По този начин се контролира упражняването на вота по желания от поръчителя „избор“.
Технологията е усъвършенствана с масовото навлизане на смартфоните. Посредством снимка със смартфон (като своеобразна „допълнителна гаранция“), продалият избора си избирател гарантира със снимка от смартфона си пред платеца „лоялността си“, т.е. че е упражнил правото си на вот по предварително обещания и заплатен му за това начин. Често платец разделя заплащането на вота на избирателя на 2 части – авансово при предаване на попълнената бюлетина и окончателно при удостоверяване на гласуването посредством снимка на смартфон.

## История
Наименованието на способ за изборна измама произлиза от името на индианския език сенека (с ендоним на латиница: Onödowága или Onötowáka) на едноименното племе сенека, населявало бреговете и на езеро Сенека и на река Дженеси в американския щат Ню Йорк. Индианското племе влиза в т.нар. Ирокезка конфедерация, за която по силата на т.нар. Ирокезка конституция е легализирано купуването на гласове на изборите (който индианец желае, просто може да продаде „избора си“, което е също вид избор) в рамките на федералната територия на САЩ.
Явлението в Република Македония и Република Сърбия е известно и като „български влак“ заради специфичната му технологична схема на композиране на избирателите, продаващи „избора си“.

## Афоризъм
Жаргонният израз има своя специфична политическа афористична употреба в Македония и Сърбия, понеже своеобразното изборно ноу хау е привнесено от съседна България, в която като член на ЕС и НАТО индианската нишка има масово приложение по изборите от началото на XXI век.
На 25 април 2016 г. Александра Йерков, говорителка на Демократическата партия в Сърбия, упреква с афоризма „български влак“ управляващата страната коалиция начело с Александър Вучич, че е натоварила Сърбия на „българския влак“ към ЕС, имайки предвид алюзията с близката Костинбродска гара по европейското трасе на ориент експрес в контекста на бомбардировки на Югославия от НАТО.
Войслав Шешел обявява, че е очаквал доста по-висок резултат за Сръбската радикална партия в парламентарните избори в Сърбия, проведени на 24 април 2016 г., но приема свободния избор на сръбския народ.